# Доктор Дулітл 2
Доктор Дулітл 2 (англ. Dr. Dolittle 2) — американська кінокомедія 2001 року режисера Стіва Карра. Сиквел фільму 1998 року — Доктор Дулітл.

## Сюжет
Родина Дулітлів змушена рятувати цілий ліс від знищення. Для цього вони планують оживити унікальну екосистему, схрестивши двох дуже рідкісних ведмедів, щоб продовжити їх вид і запобігти його вимиранню. Якщо у них вийде, ліс не будуть рубати. Але для цього, доктору Дулітлу необхідно зробити із лагідного, прирученого ведмедика — справжнього мачо, який зможе закохати в себе дику ведмедицю.

## У ролях
- Едді Мерфі — доктор Джон Дулітл
- Рейвен-Сімоне — Шаріс Дулітл, дочка Джона
- Джеффрі Джонс — Джо Поттер
- Кевін Поллак — Райлі
- Крістен Вілсон — Ліза Дулітл, дружина Джона
- Кайла Претт — Майя Дулітл
- Ліз Зейн — Ерік, хлопець Шаріс
- Енді Ріхтер — Юджин Вілсон
- Лоуренс Прессмен — губернатор Каліфорнії
- Стів Ірвін — камео
- Кристал — п'яна мавпа

### Озвучування тварин
| Актор                  | Роль                       | Тварина                |
| ---------------------- | -------------------------- | ---------------------- |
| Стів Зан               | Арчі                       | тихоокеанський ведмідь |
| Норм Макдональд        | Лаккі                      | пес                    |
| Ліза Кудроу            | Єва                        | тихоокеанський ведмідь |
| Майк Еппс              | Сонні                      | кадьякський ведмідь    |
| Джейкоб Варгас         | Пепіто                     | хамелеон               |
| Майкл Рапопорт         | Джой                       | єнот                   |
| Філіп Проктор          | п'яна мавпа                | мавпа                  |
| Айзек Гейз             | опосум                     | опосум                 |
| Енді Дік               | Ленні                      | ласка                  |
| Джон Візерспун         | Старий ведмідь у в'язниці  | ведмідь                |
| Седрік «Розважальник»  | молодий ведмідь у в'язниці | ведмідь                |
| Джеймі Кеннеді         | Пес#1                      | пес                    |
| Девід Кросс            | Пес#2                      | пес                    |
| Боб Оденкірк           | Пес#3                      | пес                    |
| Девід Делуїз           | Риба#1                     | риба                   |
| Гел Спаркс             | Риба#2                     | риба                   |
| Рені Сантоні Чіч Марін | пацюк#1                    | щур                    |
| Джон Легвізамо         | пацюк#2                    | щур                    |
| Арнольд Шварценеггер   | білий вовк                 | вовк                   |
| Кевін Поллак           | алігатор                   | алігатор               |
| Джорджія Енджел        | жирафа                     | жирафа                 |
| Джой Лорен Адамс       | білка                      | білка                  |
| Менді Мур              | Ведмежа-дівчинка           | ведмідь                |
| Френкі Муніз           | ведмежа                    | ведмідь                |
| Майкл Маккін           | Птах # 1                   | птах                   |
| Девід Лендер           | Птах # 2                   | птах                   |
| Томас Кенні            | Черепаха-хлопчик           | черепаха               |
| Рене Тейлор            | Черепаха-дівчинка          | черепаха               |
| Річард Сараф'ян        | Хрещений бобер             | бобер                  |
| Кіон Янг               | бджола                     | бджола                 |
| Клайд Кусацу           | бджола                     | бджола                 |
| Тара Міркуріо          | олень                      | олень                  |